# Acke Oldenburg

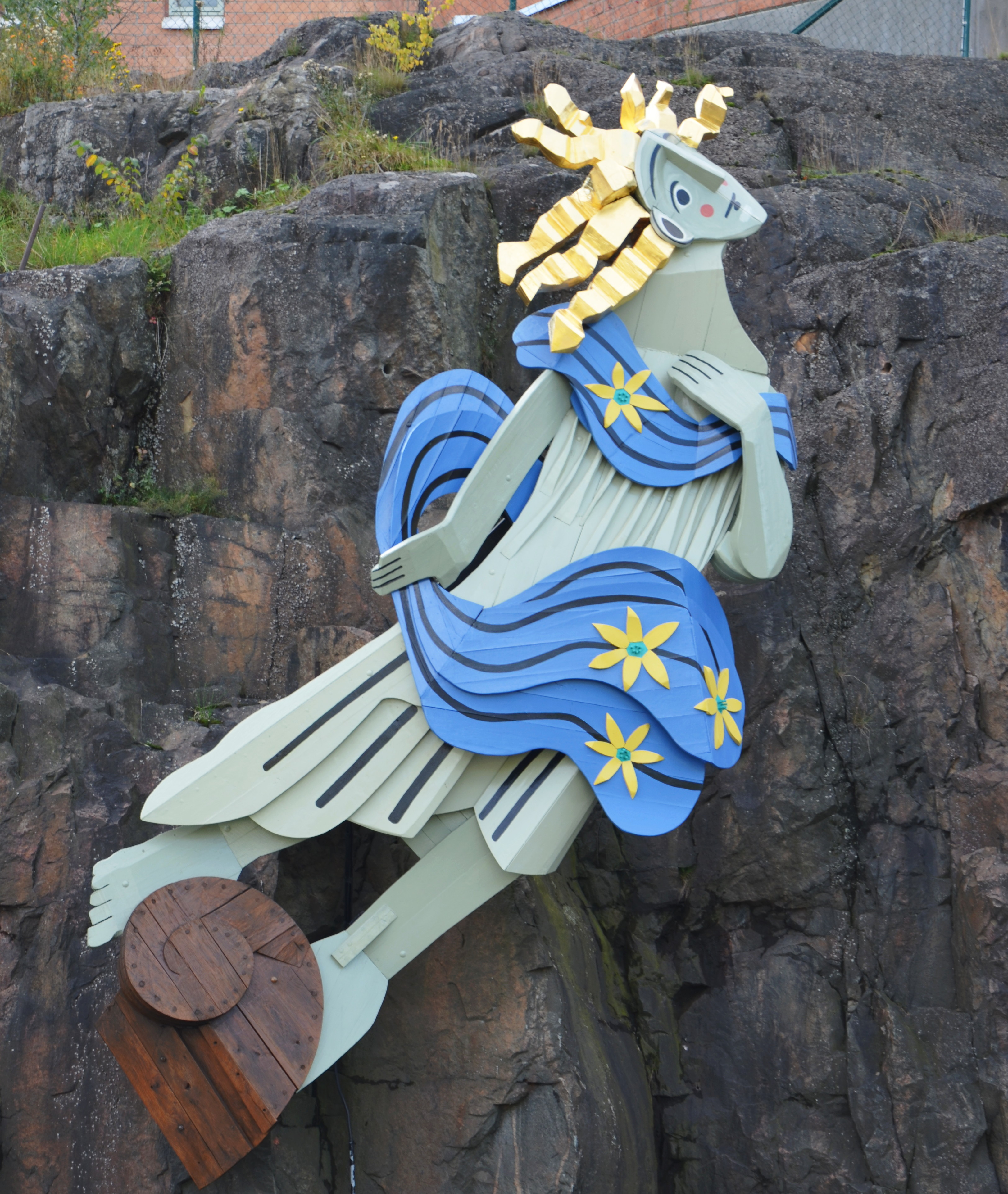
Fröken Ek i Liljeholmen i Stockholm.

Johan Axel "Acke" Oldenburg, född 22 juni 1923 i Mora, död 17 oktober 2005 i Huddinge, var en svensk målare, grafiker, tecknare och teaterdekoratör. Han var syssling till Claes Oldenburg.

## Biografi
Acke Oldenburg utbildade sig vid Skolan för bok- och reklamkonst i Stockholm och senare, åren 1947–1952, för Endre Nemes på Valands konstskola i Göteborg. Hans expressiva och dynamiska tolkningar av landskap och personer präglas av starka, klara färger. Exempel härför är två fristående väggar Detta är mitt Huddinge med motiv av personligheter ur Huddinges historia. 1992–98 arbetade han på uppdrag av dåvarande SBC (senare Bostadsrätterna) med utsmyckning av torg och entréer i elva nyuppförda hus på Liljeholmsberget i Liljeholmen i Stockholm. Blickfång för ankommande från Södermalm är galjonsbilden Fröken Ek (av Oldenburg även kallad Fröken Eken) placerad direkt på Liljeholmsberget.
Han hade separatutställningar bland andra i Malmö 1955 och 1966. Göteborg 1960, Stockholm 1960, 1965 och 1973, Köpenhamn 1963 och Lund 1963. Oldenburg finns representerad vid bland annat Nationalmuseum, Moderna museet i Stockholm, Kalmar konstmuseum, Norrköpings konstmuseum  och vid Scenkonstmuseet. Han är begravd på Skogskyrkogården i Stockholm.

## Offentliga arbeten i urval
- Den 12 november 1973 (1973), betongreliefer i Huddingehallen i Huddinge
- Tingshustunneln (1995), målade klinker, Huddinge
- Detta är mitt Huddinge: händelser nu eller för länge sedan. Mina vänner, min familj. Vardagen omkring mig som jag upplever den. (1985-90), motivmålade klinker, Myrstuguberget i Huddinge
- Utsmyckning av Liljeholmsberget i Liljeholmen i Stockholm: entréer i elva hus, inre torg med mosaikbilder i gatsten och smidd portal samt galjonsbilden Fröken Ek (1992–98).[8]
- Utsmyckning av entréhallen i kvarteret Domarringen vid Fullersta torg i Huddinge (1999)
- stucco lustro på Polishuset i Stockholm
- Väggmålning på Hotell Galaxen i Borlänge
- Karin Boye och Sven X-et Erixson, målade klinker i Huddinge centrum

## Teater

### Scenografi
| År   | Produktion                                | Upphovsmän                     | Regi             | Teater              |
| ---- | ----------------------------------------- | ------------------------------ | ---------------- | ------------------- |
| 1966 | Vår bakgårds mirakler                     | Campanelli                     | Hasse Råstam     | Borås Stadsteater   |
| 1966 | Vigseln Ślub                              | Witold Gombrowicz              | Alf Sjöberg      | Dramaten            |
| 1969 | Tolvskillingsoperan Die Dreigroschen Oper | Kurt Weill och Bertolt Brecht  | Alf Sjöberg      | Dramaten            |
| 1974 | Galilei                                   | Bertolt Brecht                 | Alf Sjöberg      | Dramaten            |
| 1977 | Erik XIV                                  | August Strindberg              | Alf Sjöberg      | Dramaten            |
| 1982 | Colombine, dufvan från Skåne              | Carl Jonas Love Almqvist       | Katarina Sjöberg | Dramaten            |
| 1997 | Lyckliga gatan                            | Kent Andersson och Bengt Bratt | Eyvind Andersson | Nya Skånska Teatern |
| 1998 | Kindertransport                           | Diane Samuels                  | Eyvind Andersson | Nya Skånska Teatern |

## Bildgalleri

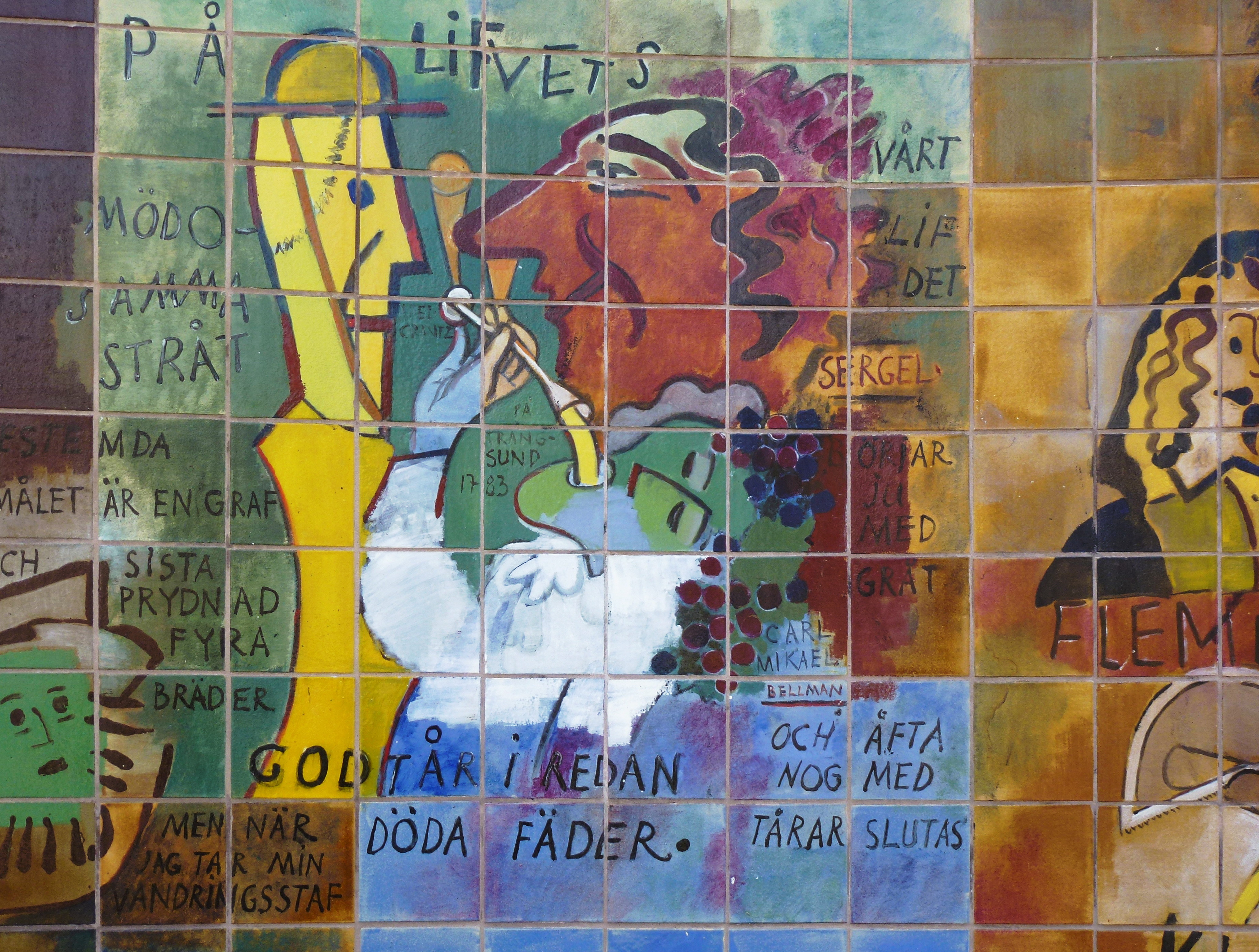
Detta är mitt Huddinge, detalj
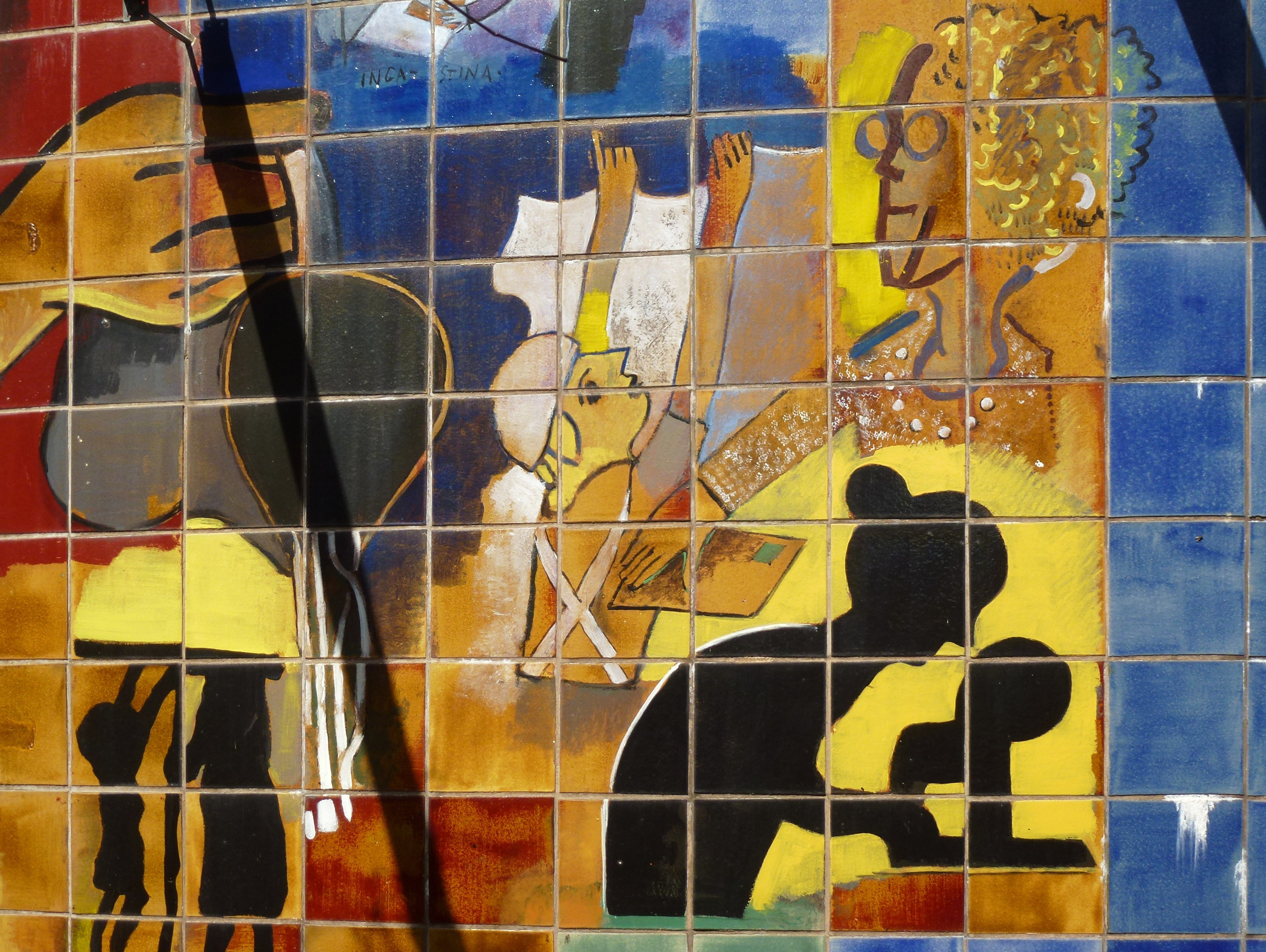
Detta är mitt Huddinge, detalj
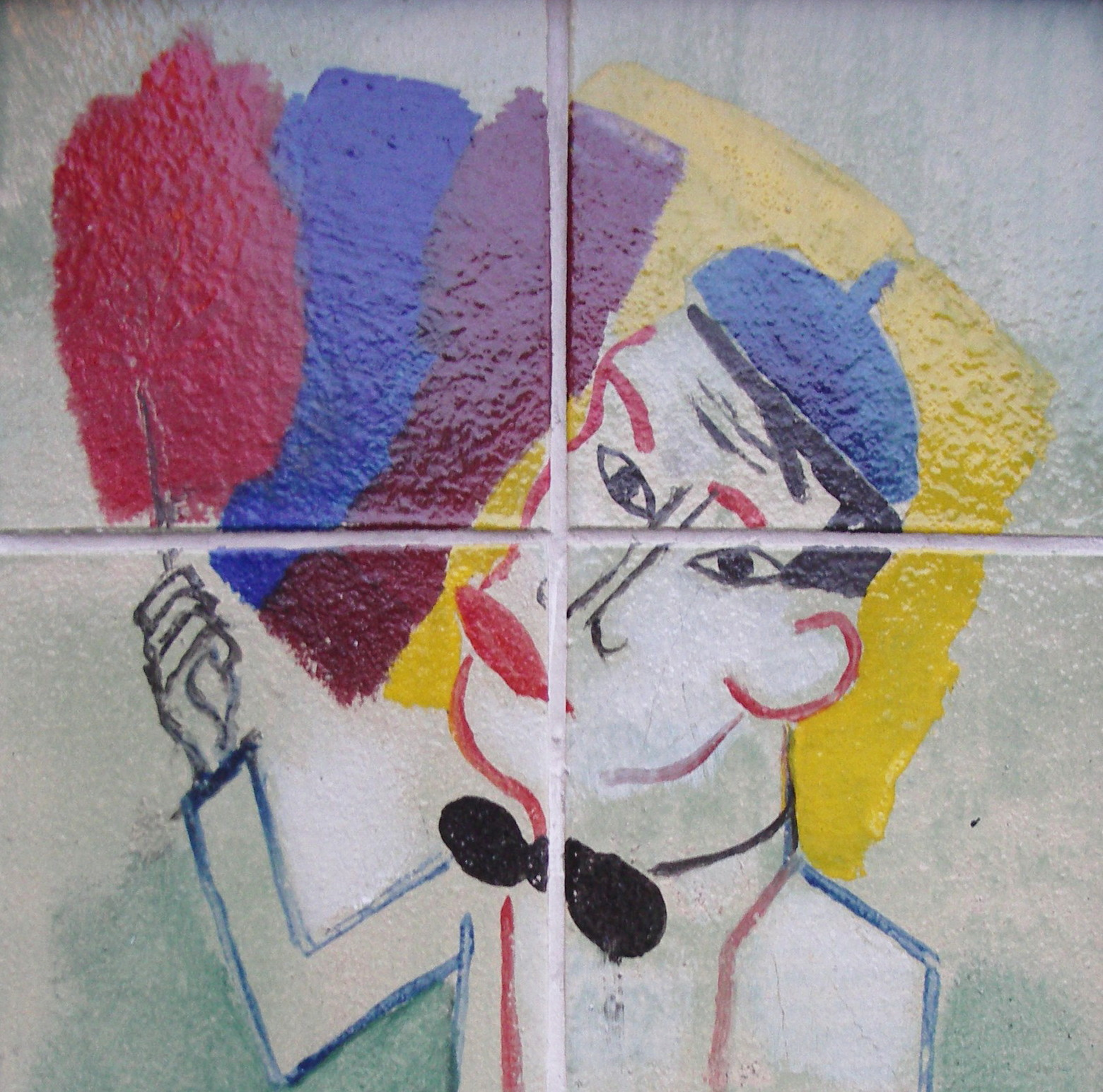
Sven X-et Erixson i Huddinge
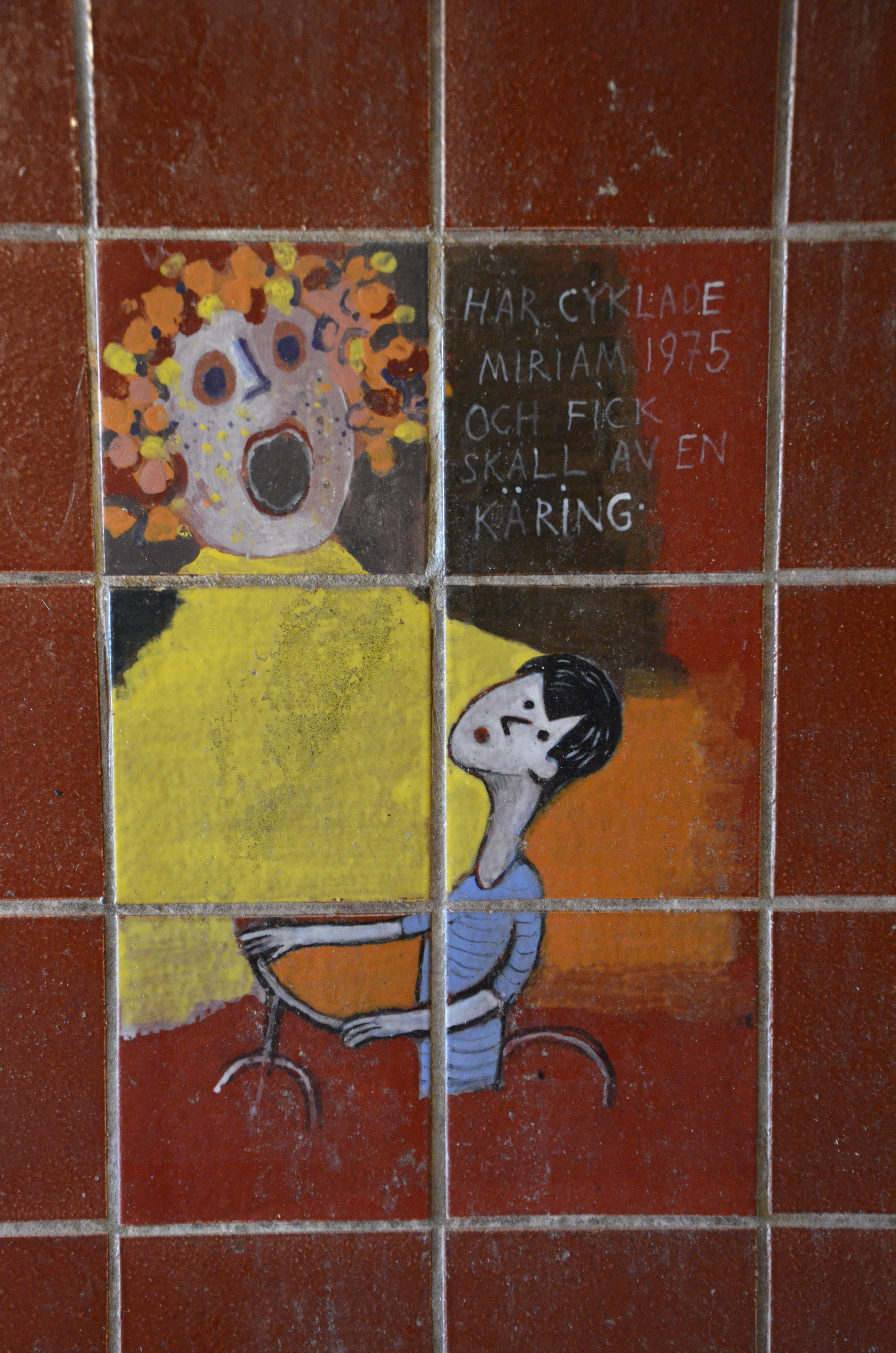
Klinker i Tingshustunneln i Huddinge